# نهائي الدرع الخيرية 1925
نهائي الدرع الخيرية هي النسخة الثانية عشر من الدرع الخيرية. لعبت المباراة بتاريخ 5 أكتوبر 1925 على وايت هارت لين، بين فريق الهواة وفريق المحترفين. فاز فريق الهواة بنتيجة 6–1.

## المباراة
| الهواة       | 6–1   | المحترفين |
| ------------ | ----- | --------- |
| أشتون · ماسي | [ 1 ] | هانافورد  |